# Équipe cycliste Safir
Safir est une équipe cycliste professionnelle belge créée en 1978 et disparue à l'issue de la saison 1988. Elle se nomme Safir-Beyers-Ludo en 1978, Safir-Geuze-Saint-Louis-Ludo en 1979, Safir-Ludo en 1980, Safir-Ludo-Galli en 1981, Safir-Marc en 1982, Safir-Van de Ven de 1983 à 1985, Roland-Van de Ven en 1986, Roland-Skala en 1987 et Roland en 1988.